# (6176) Horrigan
(6176) Horrigan (1985 BH) – planetoida z pasa głównego planetoid okrążająca Słońce w ciągu 3,39 lat w średniej odległości 2,25 au. Odkryta 16 stycznia 1985 roku.